# Zur Schmerzhaften Muttergottes (Nußlberg)

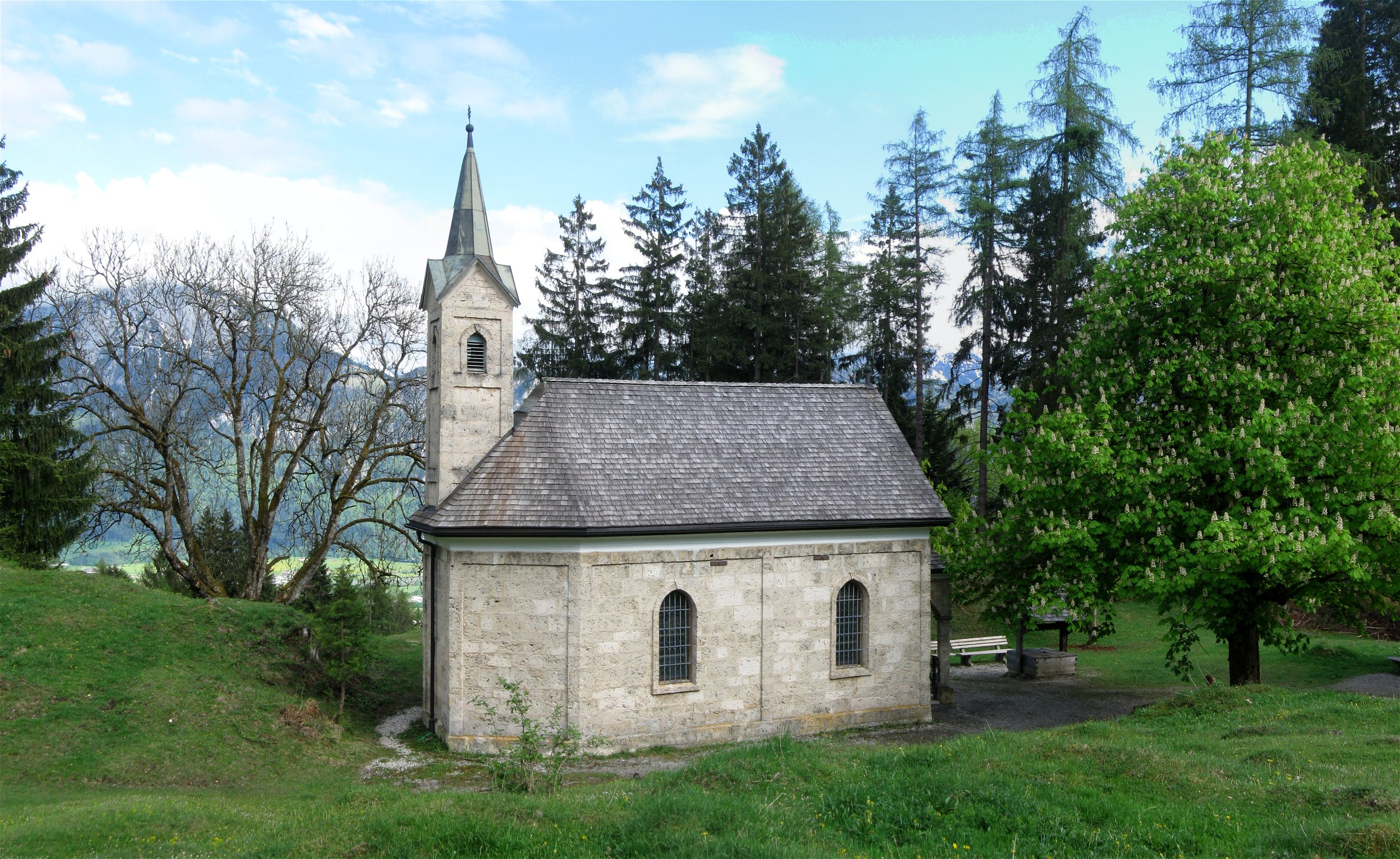
Zur Schmerzhaften Muttergottes auf dem Nußlberg

Die römisch-katholische Kapelle und Wallfahrtskirche Zur Schmerzhaften Muttergottes steht auf dem Nußlberg, einem 886 m hohen Berg und Gemeindeteil in Kiefersfelden im oberbayerischen Landkreis Rosenheim. Sie ist in der Liste der Baudenkmäler in Kiefersfelden unter der Nr. D-1-87-148-53 eingetragen. Die Kirche gehört zum Erzbistum München und Freising.

## Geschichte und Beschreibung
Wie es heißt, fanden einst Kinder auf dem Nußlberg eine kleine Pietà aus Gips. Daraufhin entstand  in der zweiten Hälfte des 17. Jahrhunderts eine Andachtsstätte, eine Kapelle aus Brettern. Während ihres Baus soll es zu einer unerklärlichen Heilung gekommen sein, was sogleich eine Wallfahrt entstehen ließ. Anfang des 18. Jahrhunderts ließ sich ein Einsiedler bei der Kapelle nieder, die jedoch im Laufe der Zeit in einen schlechten Zustand geriet, sodass das Landgericht Fischbach 1805 ihren Abbruch anordnete. Zu dem Abbruch kam es aber nicht, vielmehr wurde die Kapelle am 25. Juli 1849 benediziert, das heißt gesegnet und damit für den Gottesdienst freigegeben.
In den Jahren 1872 bis 1875 wurde anstelle der kleinen Holzkirche eine aus Quadern gemauerte Kapelle gebaut. Grundsteinlegung war am 26. November 1872, Benedizierung am 26. August 1875. Ihr einschiffiges Langhaus ist im Norden dreiseitig geschlossen. Über dem Chor erhebt sich ein Turm mit einem spitzen Helm. Im Turm steht ein Glockenstuhl. In einem offenen Vorbau im Süden befindet sich der Eingang.
Die Kapelle hat einen neugotischen Altar. In der großen mittleren Nische über dem Tabernakel steht als Gnadenbild umgeben von einem Strahlenkranz eine kleine Pietà, dahinter ein schlichtes Kreuz. In den niedrigeren seitlichen Nischen steht jeweils eine Heiligenfigur. Predella und Unterbau der Mensa sind mit Reliefs gestaltet.

## Patrozinium
Als Schutzheilige der Kapelle Zur schmerzhaften Muttergottes gilt nicht Maria, sondern ihre Mutter, die heilige Anna. Zum Patrozinium St. Anna wird im Juli an der Kapelle das Anna-Fest gefeiert.

## Einsiedelei
Zur Kapelle gehört eine Einsiedelei, ein zweigeschossiger Putzbau mit Schindel-Zeltdach. Sie ist seit vielen Jahren nicht mehr dauerhaft bewohnt. Das Gebäude ist unter D-1-87-148-54 als Baudenkmal eingetragen.

## Kreuzweg
Am Weg von Kiefersfelden, Gemeindeteil Schöffau, zum Nußlberg stehen vierzehn Kreuzwegstationen aus Holz mit Farbtafeln aus dem Ende des 19. Jahrhunderts. Sie sind unter D-1-87-148-66 als Baudenkmal eingetragen.